# Закон Мейе
Зако́н Мейе́ — фонетический закон, открытый А.Мейе и актуальный для праславянского языка. Формулируется следующим образом: праиндоевропейские палатальные согласные не переходили в сибилянт в том случае, если в корне есть s. Исключения составляют корни, где s переходило в х по закону «руки», и корни с комбинацией k̂s.
Закон Мейе не действовал в прабалтийском языке.
Примеры:
- пра-и.е. *ĝʰans > праслав. *gǫsь «гусь» при лит. žąsìs «гусь», санскр. हंसः (IAST: haṁsáḥ) «гусь, лебедь», др.-греч. χήν «гусь», лат. anser «гусь», др.‑ирл. géis, др.-в.-нем. gans «гусь»;
- праслав. *gvězda «звезда» при лит. žvaigždė̃ «звезда», латыш. zvàigzne «звезда», прусск. swāigstan «звезду» (в.п. ед.ч.);
- праслав. *gvizdati «свистать» при лит. žvìgti и žviẽgti;
- праслав. *kosa «коса (инструмент)» при санскр. शास्ति (IAST: śā́sti) «он режет», лат. castrare «подрубать, подрезать», др.-греч. κείω «раскалываю»;
- пра-и.е. *su̯ek̂ruH «свекровь» > праслав. *svekry «свекровь» при санскр. श्वश्रूः (IAST: śvaśrū́ḥ) «свекровь», лат. socrus «тёща, свекровь».

Сам Мейе называет только одно исключение из этого правила: праслав. *sъsǫ «сосу», которое он сопоставляет с лат. sūgo «сосу», гот. sugan «сосать» и др.-в.-нем. sūgan «сосать», однако отмечает, что «по своему характеру это слово не может служить для установления фонетических соответствий». Под этим подразумевается, что данное слово относится к пласту лексики «детского языка».
М. А. Живлов упоминает об ещё одном потенциальном исключении, пра-и.е. *k̂r̥h2sen- > праслав. *sьršenь «шершень», где, однако, наличие сатемизации может объясняться тем, что действие закона Мейе происходило после действия закона Педерсена, согласно которому исконное s в данном слове перешло в x и не могло препятствовать сатемизации.
Отсутствие сатемизации в слове *gǫsь нередко подаётся как довод в пользу того, что это слово является заимствованием в праславянский из германского источника. Закон Мейе при этом игнорируется.